# 12-オキソフィトジエン酸レダクターゼ
12-オキソフィトジエン酸レダクターゼ（12-oxophytodienoate reductase）は、α-リノレン酸代謝酵素の一つで、次の化学反応を触媒する酸化還元酵素である。
8-[(1R,2R)-3-オキソ-2-{(Z)-ペンタ-2-エニル}シクロペンチル]オクタン酸 + NADP+ {\displaystyle \rightleftharpoons } (15Z)-12-オキソフィト-10,15-ジエン酸 + NADPH + H+
反応式の通り、この酵素の基質は8-[(1R,2R)-3-オキソ-2-{(Z)-ペンタ-2-エニル}シクロペンチル]オクタン酸とNADP+、生成物は(15Z)-12-オキソフィト-10,15-ジエン酸とNADPHとH+である。
組織名は8-[(1R,2R)-3-oxo-2-{(Z)-pent-2-enyl}cyclopentyl]octanoate:NADP+ 4-oxidoreductaseである。